# RML 11-ти дюймова 25-ти тонна гармата
RML 11-ти дюймова 25-ти тонна гармата  - велика нарізна дульнозарядна гармата, яка використовувалась як основне озброєння британських лінійних кораблів та берегової оборони. Це були фактично аналоги RML 12-ти дюймової 25-тонної гармати, тільки висверлені на калібр 11 дюймів (279,4 мм) замість 12. 

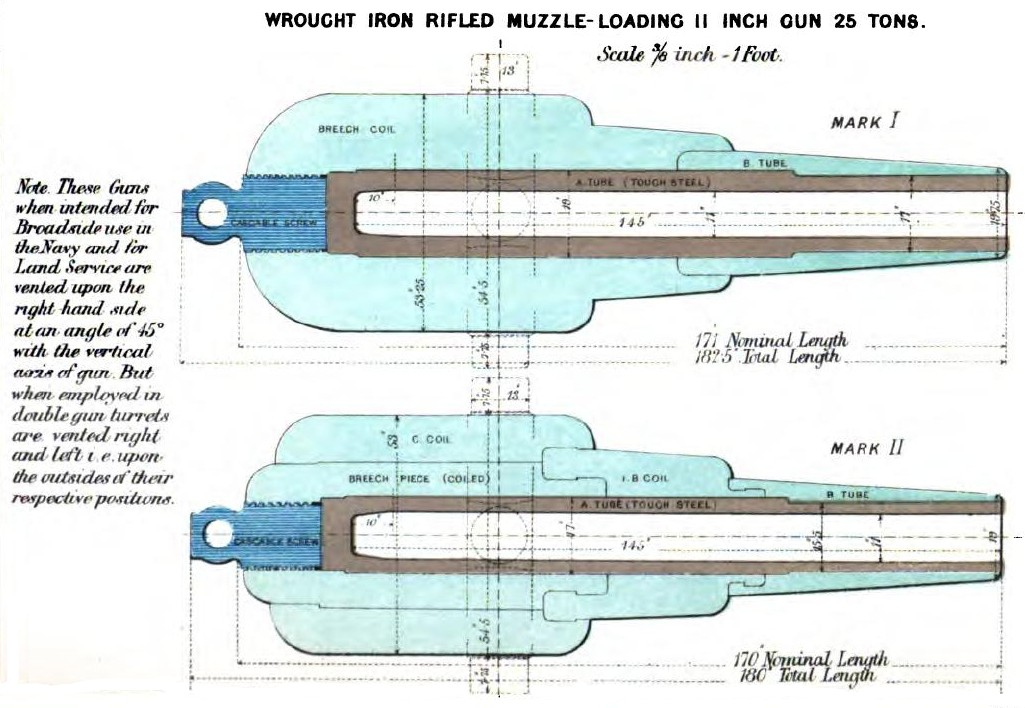
Схема гармат Марк І та Марк ІІ

Марк I представили в 1867 році. Mark II був представлений у 1871 році з використанням більш простого та дешевого методу конструкції гармати «Фрейзер», який виявився успішним із 9-дюймовою 12-тонною гарматою RML Mk IV . 

## Використання на кораблях
Гармати встановлювали на:
- HMS Alexandra, введений в експлуатацію 1877 року.
- HMS Temeraire, введений в експлуатацію в 1877 році.

## Боєприпаси
Коли гармати були вперше запроваджені, їх снаряди мали кілька рядів "виступів", що взаємодіяли з нарізами та забезпечували обертання снаряду. У якийсь час після  1878 року "приєднувані газові запобіжники", які кріпилися до денця снарядів, значно покращуючи показники далекобійності та точності. Потім з'явилися  "автоматичні газові запобіжники", які забезпечували обертання снарядів, що уможливило їх виробництво без "виступів". У результаті гармати могли використовувати снаряди всіх цих типів.  
Основним снарядом гармати був 536 – 543 фунтовий бронебійний снаряд Палісера (Palliser), який вистрілювали за допомогою "ударного заряду" з 85 фунтів пороху типу P (сформованого у кубічній формі для сповільнення процесу горіння) або 70 фунтів крупнозернистого пороху.  "Шарпнель  та звичайні (фугасні) снаряди важили 532 – 536 фунтів та вистрілювалися "повним зарядом" з 60 фунтів пороху типу P чи 50 фунтів крупнозернистого.

## Збережені зразки

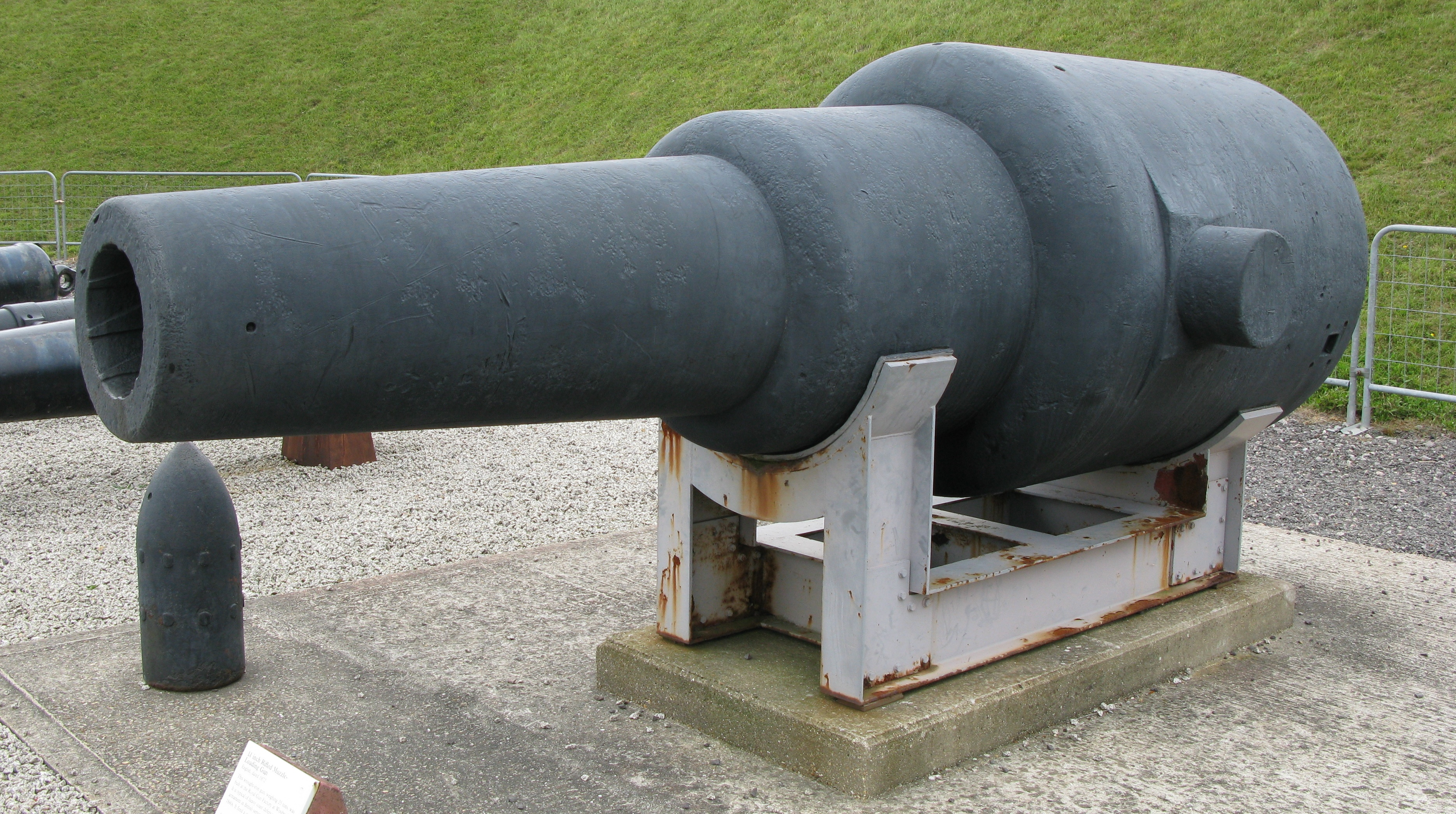
Гармата Mk II у Форт-Нельсон, Портсмут, Велика Британія

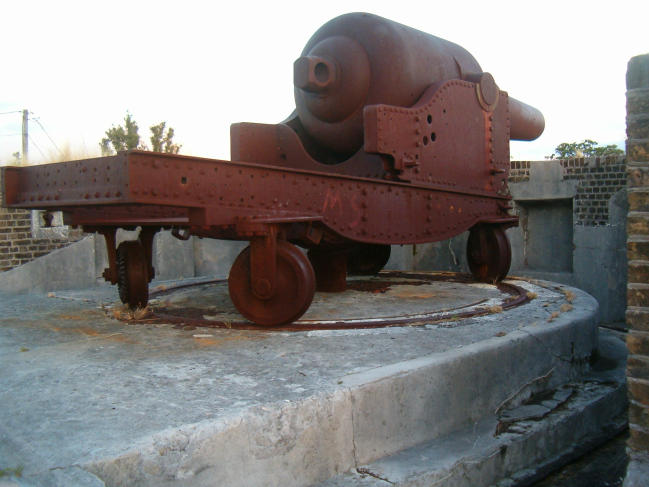
11-дюймова 25-тонна гармата RML у форті Джордж у Сент-Джордж, Бермуди.

- Дві гармати Mark II, номери 12 і 14 у форті Джордж, Бермуди :  [Архівовано 20 грудня 2021 у Wayback Machine.]
- Гармати Mark II № 30 у Форт-Нельсоні, Портсмут, Велика Британія
- Три гармати Mark II на острові Дрейка, Плімут, Велика Британія
- Чотири гармати біля форту Сент-Ельмо, Мальта
- Гармата Mark II, датована 1871 роком, біля форту Сент-Катерін, Бермуди